# Le Corbusier
Charles-Édouard Jeanneret-Gris, cunoscut sub pseudonimul de Le Corbusier pe care l-a adoptat (n. 6 octombrie 1887, La Chaux-de-Fonds, cantonul Neuchâtel, Elveția – d. 27 august 1965, Roquebrune-Cap-Martin, Provence-Côte d'Azur-Corse⁠(d), Franța), a fost un arhitect, urbanist, decorator, pictor, sculptor, realizator de mobilier, teoretician și scriitor elvețian, naturalizat cetățean francez, faimos, pentru contribuțiile sale importante la curentele arhitecturale ce astăzi poartă numele de modernism, brutalism sau stilul internațional în arhitectură, alături de Ludwig Mies van der Rohe, Walter Gropius și Theo van Doesburg. Le Corbusier este, de asemenea, cunoscut ca teoretician și promotor al Purism-ului, respectiv al conceptului de arhitectură adaptată proporțiilor și nevoilor firești ale corpului uman, precum și forța motrice a seriei de congrese dedicate arhitecturii, Congrès International d'Architecture Moderne, care au influențat pentru mai multe decenii drumul arhitecturii secolului al XX-lea.
Le Corbusier a fost un pionier în studiile teoretice atît ale urbanismului modern, dedicîndu-se găsirii de soluții pentru îmbunătățirea condițiilor de trai pentru rezidenții orașelor aglomerate, creînd un concept și o realizare concretă a ceea ce a fost numită o unitate de locuit (Unité d'habitation), cît și designului modern la modul foarte general (și nu doar a designului arhitectural cum este adeseori subcotat), excelînd în a pleca de la stilul Art Deco, deschizînd apoi noi drumuri. Cariera sa s-a întins de-a lungul a cinci decenii, timp în care au fost construite sub semnătura sa clădiri impresionante în Europa vestică și respectiv în Franța, India, Rusia și una chiar în Statele Unite ale Americii.

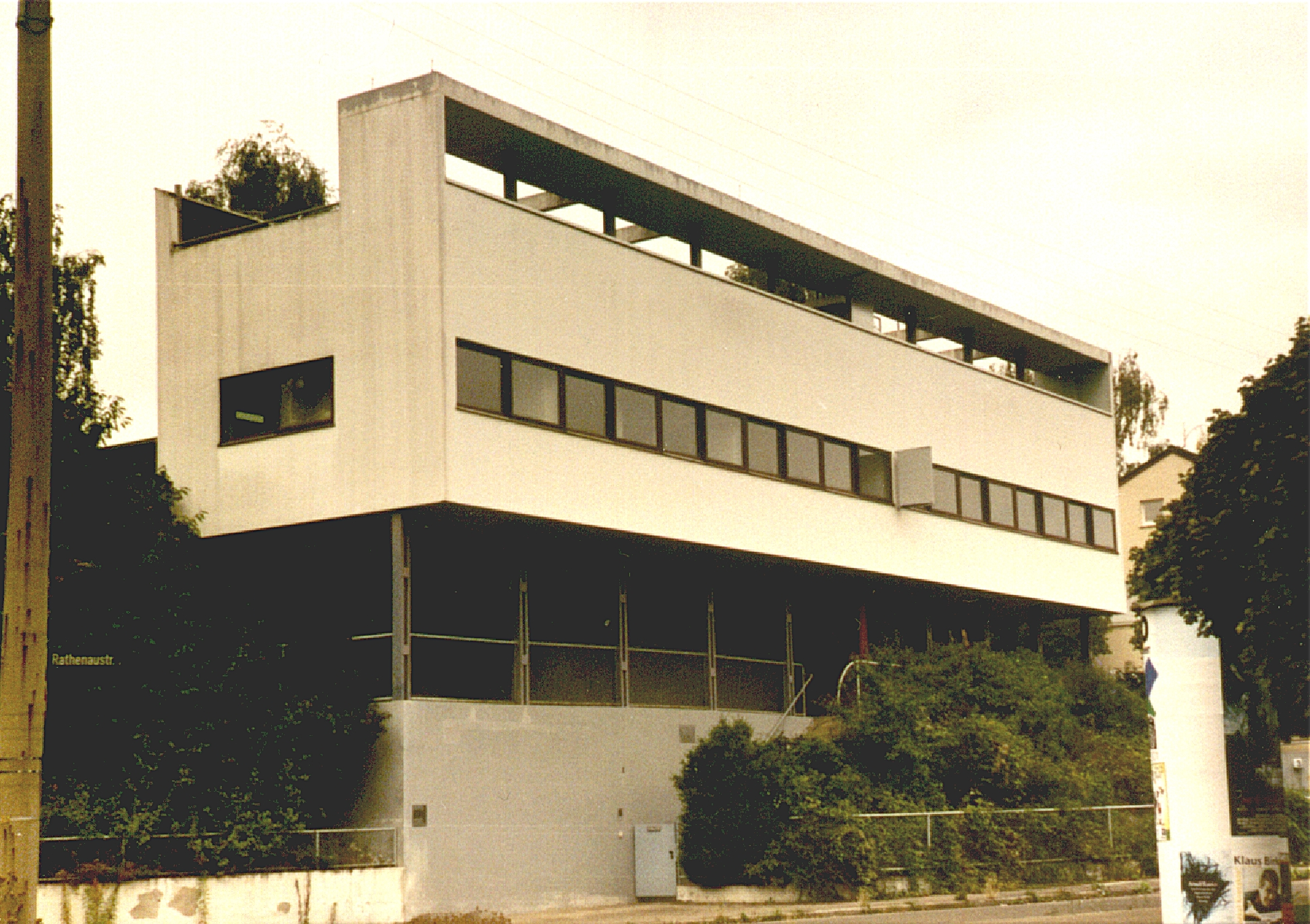
Casă a lui Le Corbusier, Stuttgart-Weißenhof, Germania, 1927, construită în stilul internațional.

## Biografie

### Biografie timpurie și educație, 1887 - 1913
S-a născut ca Charles-Edouard Jeanneret-Gris în La Chaux-de-Fonds, un orășel din cantonul Neuchâtel din nord-vestul Elveției, situat în munții Jura, la câțiva kilometri de Franța. A urmat o grădiniță care utiliza metodele educative ale lui Froebel, care considera fiecare copil ca un individ aparte cu nevoile sale specifice.
Le Corbusier a fost atras de artele vizuale, studiind la Școala de artă La-Chaux-de-Fonds sub direcția lui Charles L'Éplattenier, care la rândul său studiase la Budapesta și Paris. Profesorul său de arhitectură de la aceeași școală a fost arhitectul René Chapallaz, care a exercitat o amplă influență a proiectării caselor timpurii proiectate și construite de Le Corbusier.
În anii săi timpurii a călătorit adesea în întreaga Europă pentru a scăpa din atmosfera prea "provincială" a orașului natal. Astfel, în 1907 a călătorit la Paris, unde a lucrat în oficiile companiei lui Auguste Perret, specialistul francez în beton armat. Între octombrie 1910 și martie 1911 a lucrat pentru cunoscutul arhitect german Peter Behrens, în atelierul căruia a ucenicit împreună cu alți doi arhitecți importanți ai secolului XX, Ludwig Mies van der Rohe și Walter Gropius. Cu aceeași ocazie, și-a reactivat germana sa pasivă, devenind fluent în această limbă.  Ambele experințe profesionale se vor dovedi extrem de importante pentru cariera și devenirea sa ulterioară.
La sfârșitul anului 1911, va întreprinde o călătorie în sud-estul Europei vizitând Grecia și Turcia, umplând numeroase caiete cu schițele a ceea ce văzuse, incluzând unele schițe devenite ulterior faimoase ale Partenonului, ale cărui forme le va elogia în culegerea sa de eseuri de arhitectură, Vers une architecture, din 1923.

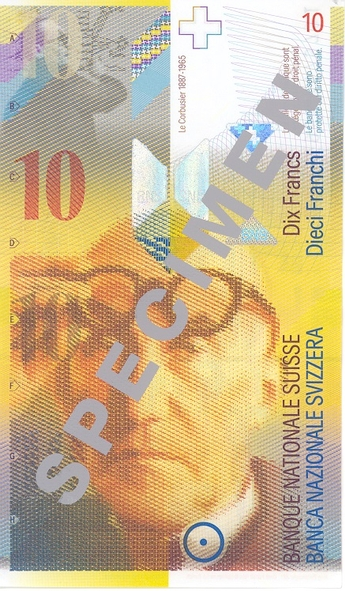
Portretul lui Le Corbusier de pe bancnota de zece franci elvețieni

### Carieră timpurie, vilele, 1914 - 1930
Le Corbusier a predat la școala lui din La-Chaux-de-Fonds în perioada Primului Război Mondial, revenind la Paris doar după ce războiul s-a terminat. În cei 4 ani petrecuți în Elveția, el a lucrat la studii arhitecturale utilizând tehnicile moderne. Unul dintre aceste studii fiind "Dom-ino" House (1914-1915).

### Adoptarea pseudonimului, 1920
În prima ediție a jurnalului, în 1920, Charles-Edouard Jeanneret a adoptat numele Le Corbusier, o formă alternantă a numelui bunicului său din partea mamei, "Lecorbesier", ca un pseudonim, reflectând credința sa că oricine se poate reinventa pe sine. Câțiva istorici ai arhitecturii pretind că acest pseudonim s-ar traduce prin "cel care este ca cioara". Adoptând un singur nume, pentru a se identifica, era în vogă pentru artiști, în foarte multe locații în acea eră, mai ales printre aceia de la Paris.
Între 1918 si 1920, Le Corbusier n-a construit nimic, concentrându-și eforturile asupra teoriei puriste și pictatului. În 1922 Le Corbusier și Jeanneret au deschis un studio la Paris, Str. Sevres nr. 35.
Studiile sale teoretice au avansat rapid în câteva modele diferite de case destinate unei singure familii. Printre acestea era și Maison "Citrohan", un joc de cuvinte adresat producătorului francez de automobile Citroën.

### Decesul
Împotriva dorinței doctorului său, pe 27 august 1965, Le Corbusier s-a dus să înoate în Marea Mediterană la Roquebrune-Cap-Martin, Franța. Trupul său a fost găsit de alți oameni care făceau baie în zonă, iar moartea sa s-a declarat ca fiind produsă la ora 11 dimineața. S-a presupus că a suferit un infarct, la vârsta de șaptezeci și șapte de ani. Înmormântarea sa a avut loc în curtea Palatului Louvre, la 1 septembrie 1965, sub îndrumarea scriitorului și filozofului André Malraux, care era în acel moment ministrul culturii din Franța.

## Idei

### Cele cinci puncte arhitecturale
- Pilotis: un schelet compus din piloni și grinzi substituie pereții de susținere (acest aspect constructiv era deja cunoscut în perioada gotică).
- Toit terrasse: acoperișul cu învelitorile înclinate este înlocuit de un acoperiș circulabil (terasă).
- Plan libre: structura scheletică (din piloni și grinzi) face posibilă obținerea unui plan liber (necondiționat de pereți de susținere).
- Façade libre: și fațada liberă este posibilă, având o structură scheletică.
- Fenêtre en longueur: fereastra în lungime este o inovație realizabilă prin utilizarea betonului armat, posibilă și datorită lipsei zidurilor de susținere.

### Mobilierul ergonomic
Arhitectul francez târziu Le Corbusier a studiat proporțiile umane, fiind un promotor al arhitecturii adaptate la dimensiunile corpului uman.  A publicat în 1950 tratatul "Modulatorul", în care tratează secțiunea de aur a siluetei umane, aplicată la proporțiile funcționale în arhitectură. Pornind de la ideea că secțiunea de aur se regăsește în proporțiile siluetei umane a raportat între ele părțile succesive ale corpului, de aici rezultând dimensiuni standard pentru anumite corpuri de mobilier.  Spre exemplificare, înălțimea genunchiului indică înălțimea de 43 cm pentru șezutul unui scaun înalt.
Le Corbusier și-a dat seama de importanța dimensiunilor umane pentru crearea unui mobilier confortabil și sănătos, principiile ergonomice fiind tot mai folosit în prezent pentru ameliorarea condițiilor și ambiantei la locul de muncă ori în propriul cămin.

## Cărți (bibliografie selectivă)

### Antume
1. 1912 - L'Etude sur le mouvement d'art décoratif en Allemagne
2. 1918 - Après Le Cubisme, (împreună A. Ozenfant)
3. 1920 - 1925 - Revista L'Espirit Nouveau, numerele 1 - 28
4. 1923 - Vers une architecture
5. 1925 - Urbanisme
6. 1925 - L'Art décoratif d'aujourd'hui
7. 1925 - La peinture moderne
8. 1926 - Almanach d'architecture moderne
9. 1929 - Une maison, un palais
10. 1930 - Précisions sur un état présent de l'architecture et de l'urbanisme
11. 1935 - La Ville Radieuse
12. 1935 - Aircraft
13. 1937 - Quand les cathédrales étaient blanches
14. 1938 - Des canons, des munitions? Merci! Des logis ... S.V.P.
15. 1938 - Oeuvre plastique, peintures, dessins, architecture
16. 1941 - Destin de Paris
17. 1941 - Les Quatre Routes
18. 1942 - La Maison des Hommes, (împreună cu F. de Pierrefeu)
19. 1943 - Charte d'Athènes
20. 1945 - Les Trois Établissements humains
21. 1946 - Manière de penser l'urbanisme
22. 1947 - L'Unité d'habitation de Marseille
23. 1948 - Le Modulor
24. 1955 - Modulor 2
25. 1960 - L'Atelier de la recherche patiente
26. 1961 - Le Livre de Ronchamp
27. 1961 - Le Corbusier Talks With Students
28. 1966 - Mise au point (editată de Jean Petit)
29. 1966 - Le Voyage d'Orient

### Postume
1. Le Corbusier: Oeuvre complète, 1946 - 1970 (8 volume)
2. Le Corbusier Drawings, 1978
3. Le Corbusier Sketchbooks, 1981 (4 volume editate de A. Wogensky și F. de Franclieu)
4. The Le Corbusier Archive, 1982
5. Voyage d'Orient. Carnets 1-6, 1988
6. Le Poème de l'Angle Droit, 1989
7. Les Voyages d'Allemagne. Carnets 1-4, 1995
8. Le Corbusier: Complete Works 1910 - 1969, 1995

## Vezi și
- Capela Notre Dame du Haut
- Vila Savoye
- Vers une architecture

## Legături externe
- Fondation Le Corbusier Arhivat în 26 februarie 2010, la Wayback Machine. – Official site
- Projects by Le Corbusier - ArchDaily
- Related news about Le Corbusier - ArchDaily
- Spotlight - ArchDaily
- Le Corbusier on Artsy.net